# Western Hockey League
Western Hockey League, WHL (fr. Ligue de hockey de l’Ouest – pol. Zachodnia Liga Hokeja) – jeden z trzech głównych młodzieżowych szczebli hokejowych należący do rozgrywek Canadian Hockey League (CHL).
Liga została założona w 1966 roku przez Billa Huntera przewodniczącego Western Canada Hockey League. Od 1978 zaczęto nazywać tę ligę Western Hockey League. Występuje w niej 22 zespoły: 17 kanadyjskich Kanady oraz 5 amerykańskich. Zwycięska drużyna w WHL otrzymuje trofeum Ed Chynoweth Cup.
Po zakończeniu sezonu właściwego mistrz ligi rywalizuje ze zwycięzcami dwóch pozostałych szczebli CHL z lig Ontario Hockey League (OHL) i Quebec Major Junior Hockey League (QMJHL) o trofeum Memorial Cup za triumf w całych rozgrywkach CHL (w turnieju uczestniczy także wybierany gospodarz imprezy).

## Struktura ligi

### Wschodnia Konferencja
We Wschodniej Konferencji grają zespoły wyłącznie z Kanady z prowincji Alberta, Kolumbia Brytyjska, Manitoba oraz z Saskatchewan.
| Dywizja   | Zespół                | Miasto                        | Arena                          |
| --------- | --------------------- | ----------------------------- | ------------------------------ |
| Wschodnia | Brandon Wheat Kings   | Brandon, Manitoba             | Keystone Centre                |
| Wschodnia | Moose Jaw Warriors    | Moose Jaw, Saskatchewan       | Moose Jaw Civic Centre         |
| Wschodnia | Prince Albert Raiders | Prince Albert, Saskatchewan   | Art Hauser Centre              |
| Wschodnia | Regina Pats           | Regina, Saskatchewan          | Brandt Centre                  |
| Wschodnia | Saskatoon Blades      | Saskatoon, Saskatchewan       | Credit Union Centre            |
| Wschodnia | Swift Current Broncos | Swift Current, Saskatchewan   | Centennial Civic Centre        |
| Centralna | Calgary Hitmen        | Calgary, Alberta              | Pengrowth Saddledome           |
| Centralna | Edmonton Oil Kings    | Edmonton, Alberta             | Rexall Place                   |
| Centralna | Kootenay Ice          | Cranbrook, Kolumbia Brytyjska | Cranbrook Recreational Complex |
| Centralna | Lethbridge Hurricanes | Lethbridge, Alberta           | Enmax Centre                   |
| Centralna | Medicine Hat Tigers   | Medicine Hat, Alberta         | Medicine Hat Arena             |
| Centralna | Red Deer Rebels       | Red Deer, Alberta             | Enmax Centrium                 |

### Zachodnia Konferencja
Zachodnią Konferencję podzielono na B.C., w której grają zespoły z Kanadyjskiej prowincji Kolumbia Brytyjska i na U.S., w której grają zespoły ze Stanów Zjednoczonych ze stanów Oregon i Waszyngton.
| Dywizja | Zespół                | Miasto                            | Arena                           |
| ------- | --------------------- | --------------------------------- | ------------------------------- |
| B.C.    | Victoria Royals       | Victoria, Kolumbia Brytyjska      | Save-On-Foods Memorial Centre   |
| B.C.    | Kamloops Blazers      | Kamloops, Kolumbia Brytyjska      | Interior Savings Centre         |
| B.C.    | Kelowna Rockets       | Kelowna, Kolumbia Brytyjska       | Prospera Place                  |
| B.C.    | Prince George Cougars | Prince George, Kolumbia Brytyjska | CN Centre                       |
| B.C.    | Vancouver Giants      | Vancouver, Kolumbia Brytyjska     | Pacific Coliseum                |
| U.S.    | Everett Silvertips    | Everett, Waszyngton               | Everett Event Center            |
| U.S.    | Portland Winterhawks  | Portland, Oregon                  | Memorial Coliseum & Rose Garden |
| U.S.    | Seattle Thunderbirds  | Seattle, Waszyngton               | KeyArena                        |
| U.S.    | Spokane Chiefs        | Spokane, Waszyngton               | Spokane Veterans Memorial Arena |
| U.S.    | Tri-City Americans    | Kennewick, Waszyngton             | Toyota Center                   |